# Becky's Journey
Becky's Journey er en dansk dokumentarfilm fra 2014 instrueret af Sine Plambech.

## Handling
Becky er en 26-årig kvinde fra Nigeria, som ønsker at tage til Europa for at sælge sex. Hun har allerede forsøgt to gange. Første gang blev hun stoppet i lufthavnen i Nigeria med falske dokumenter. Derfor besluttede hun at begynde en farlig rejse gennem Sahara ørkenen i håbet om at komme ombord på en båd mod Italien. Filmen handler om migration, sexarbejde og menneskehandel set fra Beckys perspektiv. Gennem interviews med Becky og filmklip fra hendes hverdag i Nigeria fornemmer vi den følelse af immobilitet, der præger Beckys liv, og det limbo hun befinder sig i.